# 太平洋西北步道
太平洋西北步道（英語：Pacific Northwest Trail，简称 ）是一段1,200英里（1,900）长的徒步小道，从蒙大拿州的大陆分水岭到华盛顿州奥林匹克海岸（Olympic Coast）的太平洋中。在沿途中，太平洋西北步道穿过了三座國家公園、七座美国国家森林、两条国家风景步道，以及数条山脉。2009年，国会将该步道指定为太平洋西北国家风景步道。